# لی‌اتو
لی‌اِتو (به فنلاندی: Lieto) یک منطقهٔ مسکونی در فنلاند است که در جنوب غرب فنلاند واقع شده‌است.

## خواهرخوانده
شهرهای سلتیارنارنس، بخش هوگناس و کوماروم خواهرخوانده‌های لی‌اتو هستند.